# Reiskirchen
Reiskirchen est une municipalité allemande située dans le land de la Hesse et l'arrondissement de Giessen.

Adam et Ève, l'une des 12 peintures de Daniel Hisgen dans l'.